# Infinity (album Kapeli ze Wsi Warszawa)
Infinity – czwarty studyjny album Kapeli ze Wsi Warszawa (Warsaw Village Band), który powstał według koncepcji producencko-kompozytorskiej Mai Kleszcz i Wojtka Krzaka (incarNations).
Podobnie jak w przypadku poprzednich albumów grupy, materiał inspirowany jest słowiańską tradycją, ale zawiera także odniesienia do muzyki współczesnej, także w warstwie tekstowej – otwierający album utwór „Pieśń Mądrego Dziecka” wyszedł spod pióra Ryszarda Tymona Tymańskiego. Charakterystyczne są odwołania do takich gatunków jak soul, blues, a nawet hip-hop. Na płycie pojawiają się goście: Natalia Przybysz (Natu, Sistars), DJ Feel-X (Kaliber 44, Mad Crew), Tomasz Kukurba (Kroke), Jan Trebunia Tutka.
Na świecie płyta ukazała się jesienią 2008 roku w niemieckiej wytwórni Jaro. W listopadowym notowaniu World Music Charts Europe, płyta znalazła się na 7 miejscu. W Polsce album wydała wytwórnia Kayax, a premiera miała miejsce 31 stycznia.
W lutym 2010 roku wydawnictwo uzyskało nominację do nagrody polskiego przemysłu fonograficznego Fryderyka w kategorii: album roku folk/muzyka świata.
„Infinity” zostało wybrane przez magazyn „Popmatters” za najlepszy album World Music na świecie w roku 2009, zdobyło nagrodę „Folkowego Fonogramu Roku” oraz w kwietniu 2010 – „Fryderyka”.

## Lista utworów
1. Pieśń Mądrego Dziecka (4:30)
2. 1.5 h (Półtorej Godziny) (feat. Tomasz Kukurba) (6:21)
3. Bory (4:37)
4. Chmiel (feat. DJ Feel-X) (3:09)
5. Gospodarz (3:35)
6. Serce (Maja & Natu IncarNated chant) (feat. Natalia Przybysz) (5:07)
7. Kujawiak z Polski (6:04)
8. Leniwy Oberek (3:14)
9. Polka Na Trzy (4:34)
10. Poznałem (3:35)
11. Baby Blues (feat. Jan Trebunia Tutka) (6:25)
12. Koło nr. 1 (4:43)

## Inne dane
Nagrano: Wisła DR Studio – Marzec 2008 – Cezary Borowski
Mix & Mastering: Studio AS One Warszawa – Maj/Czerwiec 2008 – Mario Dziurex Activator & Jarek „Smok” Smak.
Koncepcja muzyczna & Aranż: Maja Kleszcz & Wojciech Krzak
Teksty: tradycyjne (ex.: Pieśń Mądrego Dziecka – Ryszard Tymon Tymański, Serce (Maja&natu incarNated chant) – Natalia Przybysz/trad., Baby Blues – Maja Kleszcz/trad.)

## Pozycje na listach
| Lista | Kraj   | Pozycja |
| ----- | ------ | ------- |
| OLiS  | Polska | 11      |

## Nagrody i wyróżnienia
- najlepszy album roku 2009 w kategorii World Music według amerykańskiego magazynu Popmatters[5]
- 39. miejsce wśród Najlepszych Albumów Roku 2009 według magazynu Popmatters znacznie wyprzedzając np. płyty Bat for Lashes czy The Dead Weather[6]